# Albert Claesz de Graeff

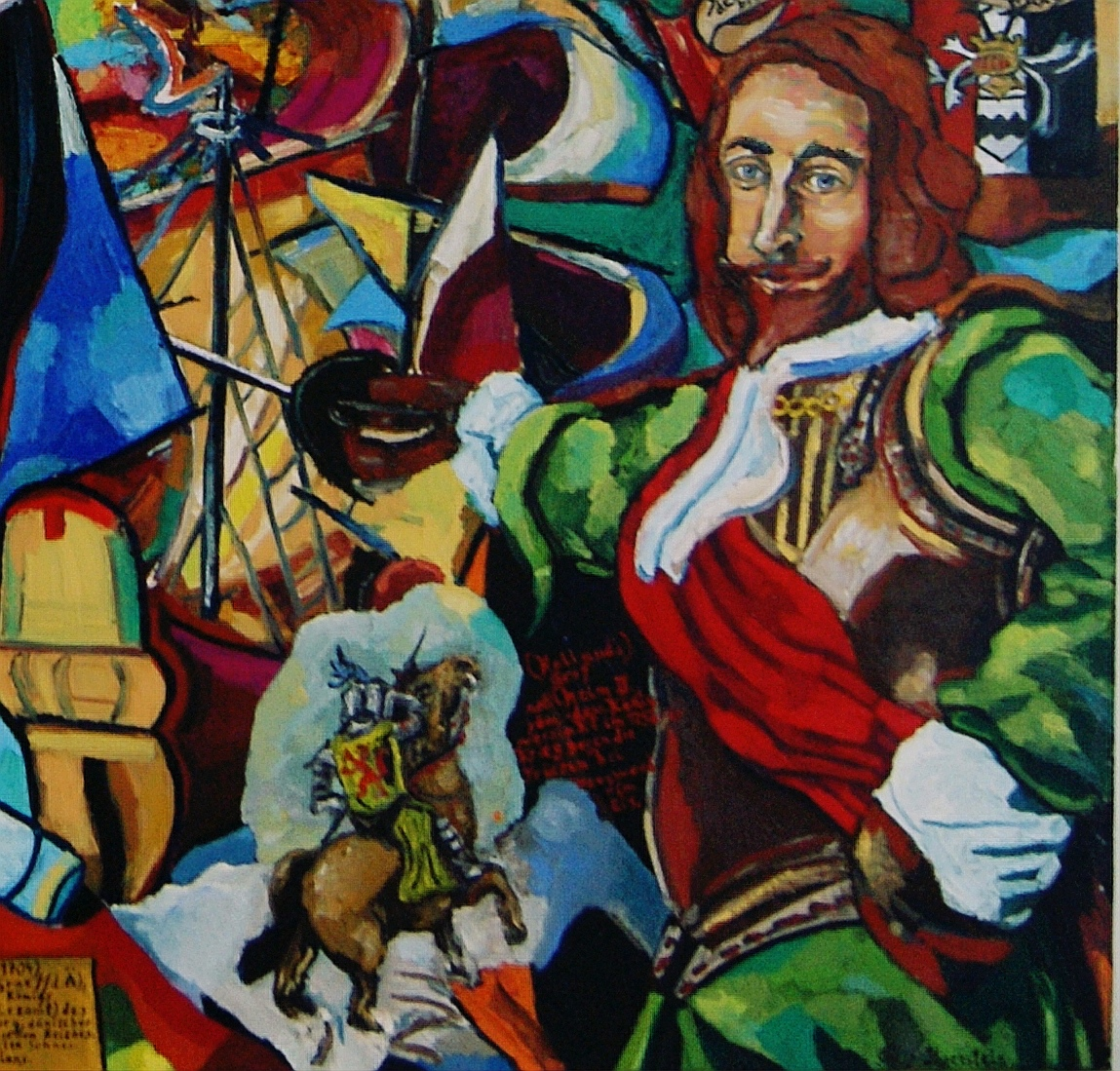
Im Jahr 2007 verwendete der österreichische Künstler Matthias Laurenz Gräff, ein entfernter Nachkomme von De Graeff, ihn in seinem Gemälde „Morbide Zeiten“ im Rahmen seiner Diplomserie.

Albert Claesz de Graeff, auch De Graef (* um 1620 in Amsterdam; † nach 1667) war während des Zweiten Englisch-Niederländischen Krieg (1665–1667) ein holländischer Admiral.

## Gesellschaftspolitischer Hintergrund
Im Laufe des Goldenen Zeitalters der Niederlande standen die Mitglieder der Familie De Graeff in harscher Kritik zum sich immer mehr ausbreitenden Einfluss des Hauses Oranien-Nassau. Gemeinsam mit den führenden republikanischen Staatsmännern, den Gebrüdern Bicker und den De Witt, waren sie für eine Aufhebung der Statthalterschaft, zumindest in der Provinz Holland. Weiters beanspruchten sie den Erhalt einer (ihrer) vollen Souveränität als Stadtregenten. Die charakteristische politische Ausrichtung der Familie De Graeff war einerseits Libertin und staatsgesinnt, andererseits, wenn auch nur bedingt, loyal gegenüber den Oraniern.

## Biografie

### Herkunft

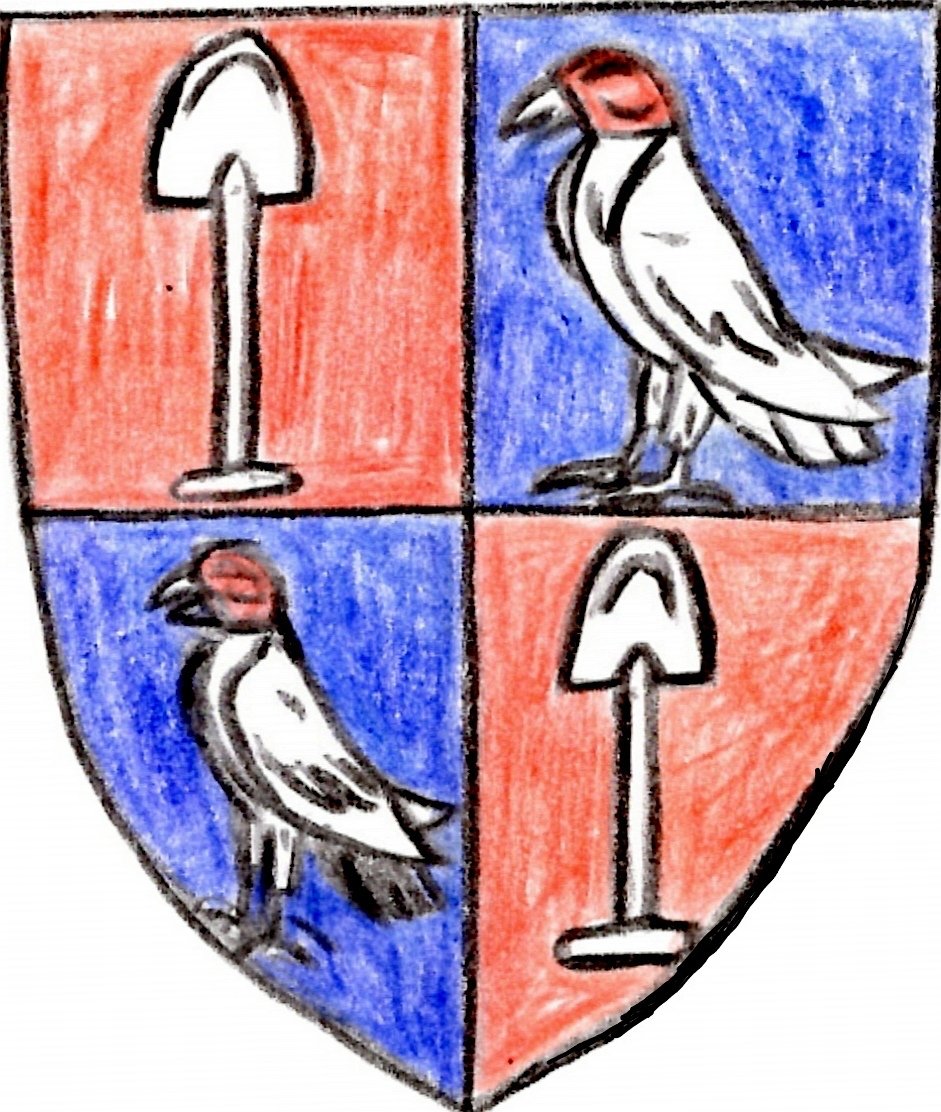
Wappen

Albert Claesz entstammte einem politisch unbedeutenden Seitenzweig der Familie De Graeff, den Stadtherren von Amsterdam. Er war ein Sohn des Claes Jansz de Graeff und Enkelsohn von Jan Jacobsz Graeff (* um 1570/75), der wiederum ein Sohn des Jacob Jansz Graeff († ca. 1580) war. Dieser war ein jüngerer Bruder der bedeutenden Patrizier Lenaert Jansz de Graeff (1525/30–vor 1578), einem Anführer der Wassergeusen, und Dirck Jansz Graeff (1532–1589), Bürgermeister von Amsterdam.

### Karriere
De Graeff trat schon früh als Offizier in den Dienst der Admiralität von Amsterdam. Während des Ersten Englisch-Niederländischen Krieg (1652–1654) war er Kapitän verschiedener niederländischer Schiffe. 1652 übernahm er das Kommando des Schiffes Hollandia von Maarten de Graeff. Unter Albert de Graeff führte das Schiff eine Stärke von 90 Mann Besatzung und 32 Kanonen. Im selben Jahr führte er die Hollandia in die für die Niederländer verlustreich verlaufenen Seeschlacht bei Kentish Knock. 1653 stand er im Geschwader des Admirals Witte de With und nahm mit dem Schiff (Morgen) Star an der Seeschlacht bei Scheveningen teil. Hernach stand De Graeff unter dem Befehl von Cornelis Tromp. mit welchem er zu den Shetlandinseln segelte. Im Folgejahr stand er mit der seinem Schiff Hollandia wiederum unter dem Befehl De Withs. 1653 strandete De Graeff mit dem Schiff Morgen Star bei St. Martin [?].
1659 entsandte sein Verwandter Cornelis de Graeff eine Flotte unter Admiral Michiel de Ruyter in das Baltikum, um dort gegen die schwedischen Seestreitkräfte zu operieren. Hierbei konnte Albert de Graeff in der Zweiten Squadron unter De Ruyter als Kapitän as Schiff Marseveen mit einer Mannschaftsstärke von ca. 200 Mann und 40 Kanonen kommandieren. Im Zweiten Englisch-Niederländischen Krieg (1665–1667) war De Graeff im Admiralsrange. Am 24. Mai schiffte er sich als Schout-bij-nacht (Konteradmiral) in der Ersten Squadron unter Admiral Jacob van Wassenaer Obdam und Vizeadmiral Abraham van der Hulst in Texel ein. Er selbst kommandierte das Schiff Huis Tijdverdrijf mit 58 Kanonen und 258 Mann Besatzung und nahm auch an der folgenden verlustreichen Seeschlacht bei Lowestoft teil.

## Information
Die Daten zu diesem Artikel wurden aus der seit 2006 bestehenden Graeff Forschung von Matthias Laurenz Gräff übernommen.